# 徳島県立板野支援学校
徳島県立板野支援学校（とくしまけんりつ いたのしえんがっこう）は、徳島県板野郡板野町大寺字大向北にある公立養護学校（特別支援学校）。

## 沿革
- 1962年 - 徳島県立養護学校を設立。
- 1975年 - ひのみね分校を設置。
- 1985年 - 徳島県立板野養護学校に校名を改称。
- 1985年 - ひのみね分校を徳島県立ひのみね養護学校として独立。
- 1985年 - 常陸宮正仁親王、正仁親王妃華子が来校。
- 1989年 - 上皇明仁、上皇后美智子が来校。
- 2004年 - 「地域達人ふれあいボランティア育成事業」推進校に指定。
- 2010年 - 徳島県立板野支援学校へ校名を変更。

## 設置課程
- 小学部
- 中学部
- 高等部